# 塞納鎮
塞納鎮是東非國家莫桑比克的城鎮，由索法拉省負責管轄，位於尚比西河東岸，是傳統的渡河點，該鎮由穆斯林在十六世紀初建成，鎮上有製造混凝土軌枕的工廠。

## 外部連結
- MSN Map[永久]

17°26′30″S 35°01′38″E / 17.44167°S 35.02722°E